# Rector, Arkansas
Rector là một thành phố thuộc quận Clay, tiểu bang Arkansas, Hoa Kỳ. Năm 2010, dân số của thành phố này là 1977 người.

## Dân số
- Dân số năm 2000: 2017 người.
- Dân số năm 2010: 1977 người.